# Psorophora dimidiata
Psorophora dimidiata är en tvåvingeart som beskrevs av Nelson Leander Cerqueira 1943. Psorophora dimidiata ingår i släktet Psorophora och familjen stickmyggor. Inga underarter finns listade i Catalogue of Life.